# شو إيليشو
شو إيليشو هو ثاني ملك لسلالة إيسن في العراق وهو من الأموريين الذين سكنوا في جنوب العراق، بدأ حكمه في سنة 1920 ق م. حسب قائمة ملوك سومر حكم لمدة 9 سنوات وإنتهى حكمه في سنة 1911 ق م. لقب نفسه بملك سومر وأكاد اللقب الذي إستعمله السومريين قبله بعد أن تمكن من طرد العيلاميين من إيسن. وقد خلف الحكم من إشبي إيرا وخلفه إيدين داغان.